# Rasejavanje korova
Za glavni članak u ovoj tematici iz biologije videti: Rasejavanje plodova i semena
Seme i plodovi korova su morali pored razmnožavanja da obezbede svoje širenje u prostoru, da bi se održali u prirodi. Semena nemaju način kretanja i zbog toga oni zavise od drugih snaga za širenje. Bez obzira na ovu činjenicu, oni su dosta rasprostranjeni. Širenje semena i njihova sposobnost da ostanu stabilna u zemljištu dugi niz godina(dormantna) predstavlja jedan od najsloženijih problema korova. 
Rasejavanje semena u prostoru je jedna od osnovnih karakteristika biljaka kao živih bića, prema tome i korova. Korovi se odlikuju veoma visokom produkcijom semena. Kod korovskih biljaka sa biološkog stanovišta izražene su raznovrsne prilagođenosti za brže i efikasnije raznošenje semena, često i na vrlo velike udaljenosti. 
Širenje semena je izuzetno značajno za poljoprivrednu proizvodnju. Ono predstavlja jednu od osnovnih osobina semena zajedno sa mirovanjem, odnosno osobinom da seme može da sačuva vitalnost i sposobnost klijanja duži niz godina. 

## Način rasprostiranja korova
Semena i plodovi kod korova kao i kod drugih biljaka mogu se rasejavati na više načina :
- Autohorno- samorasejavanjem
- Anemohorno - pomoću vetra
- Hidrohorno - pomoću vode
- Zoohorno - uz pomoć životinja
- Antropohorno - rasprostiranje uz pomoć čoveka

| Vrsta           | Familija     | Životna Forma | Početak klijanja | Način rasejavanja |
| --------------- | ------------ | ------------- | ---------------- | ----------------- |
| Cirsium arvense | Asteraceae   | G             | zima/proleće     | Anemohorija       |
| Daucus carota   | Apiaceae     | H             | jesen/proleće    | Zoohorija         |
| Rumex crispus   | Polygonaceae | H             | ind              | Anemohorija       |

### Autohorija
Autohorija predstavlja rasprostiranje semena posredstvom same biljke i u malom broju je zastupljena kod korovskih biljaka. Pomoću automatskih osobina zreli plodovi nekih biljaka se naglo otvaraju ili se brzo uvijaju i na taj način odbacuju seme na izvesnu daljinu.
Ovaj način rasejavanja semena zastupljen je kod korovskih biljaka: 
Erodium Cicutarium - (plod je šizokarpijum i pri zrenju se raspada na 5 orašica čiji se kljun spiralno uvija u zavisnosti od vlažnosti sredine.Kljun je dug 2-4 cm, a prilikom eksplozivnog odbacivanja kljun se može okrenuti i do 9 puta oko svoje ose, nakon čega se samousejava u zemljište
- Ecbalium elaterium
- Arachis hypogea

Prisutno je i rasprostiranje i na male udaljenosti od same biljke, što je i manje efikasno, pa se i samim tim mali broj korovskih vrsta rasprostire na ovaj način. Primeri za to su semena korova: 
- Papaver rhoeas
- Linaria vulgaris
- Bromus sterilis

### Anemohorija
Anemohorija predstavlja rasejavanje korovskih semena i plodova uz pomoć vetra (vazdušnih struja) i to je jedan od najvažnijih načina rasejavanja korova. 
Za poljoprivredu ovaj način raznošenja ima poseban značaj jer površina na kojoj su jednom uništeni korovi ne ostaje takva trajno, već je brzo naseljavaju nove vrste i to najčešće one koje se raznose vetrom. Za ovakav način širenja ne postoje preventivne mere sprečavanja zakorovljavanja, čime je suzbijanje ovih vrsta otežano.
Kod nekih korovskih biljaka semena su veoma sitna, laka, male specifične mase pa ih vetar lako raznosi na velike udaljenosti. U velikom broju plodova i semena nalaze se razni dodaci koji potpomažu lakšem raznošenju vazdušnim strujama. To mogu biti: 
- šupljine koje su ispunjene vazduhom i nalaze se u unutrašnjosti ploda ili semena, u ćelijama (intracelularno) ili između ćelija (intercelularno)
- prisustvo različitih dodataka na perikarpu ili endokarpu:

1. krilati izraštaji (Rumex crispus, Rumex obtusifolius, Thlaspi arvense)
2. dlake - koje su ispunjene vazduhom i mrtve. Dlake često obrazuju poseban aparat za letenje koji se naziva papus(pernica), kao na primer kod mnogih predstavnika familije Asteraceae. Dlake mogu biti direktno pričvršćene za aheniju ili se nalaze na dužoj ili kraćoj dršci (podsećaju na padobran).

Dlake papusa mogu biti: 
- proste - kod vrsta Sonchus arvensis, Sonchus oleraceus, Taraxacum officinale, Senecio vulgaris
- razgranate - kod vrsta Cirsium arvense, Leontodon taraxacoides, Leontodon hispidus.

### Hidrohorija
Hidrohorija predstavlja rasprostiranje plodova i semena posredstvom vode i manje je značajna za korovske biljke od anemohorije. Ovaj način prenošenja može imati veliki značaj u slučajevima kada se vode slivaju sa viših terena u ravnice, posle jakih kiša ili pri topljenju snega. Vode koje se slivaju niz obronke brda, nose uvek izvesne količine korovskih semena i tako se rasprostiru na velika rastojanja. 
Semena i plodovi korovskih biljaka sa poljoprivrednih površina mogu oticanjem površinskih voda da dospeju u zalivne sisteme i vodotokove, a zatim se sa vodom prenose na manje ili veće udaljenosti. Takođe, sa vodom za zalivanje dospevaju na poljoprivredne površine, čime se ostvaruje rasprostiranje korova.
U uslovima navodnjavanja i odvodnjavanja, raznošenje korova pomoću vode ima poseban značaj. Voda koja se koristi za navodnjavanje je posebno važna za širenje semena .
U tri kanala za navodnjavanje poljoprivrednih površina u Koloradu (SAD) pronađena su semena 81 korovske vrste i ustanovljeno je da kroz kanale za navodnjavanje u toku jednog dana „protekne“ nekoliko miliona semena korova
Semena i plodovi imaju specifičnu masu manju od vode, kao i posebne dodatke kao mehure ili intercelulare ispunjene vazduhom što im omogućava lakše lebdenje u vodi, a kako bi se zaštitili od štetnog dejstva vode, poseduju voštanu prevlaku, jako razvijenu kutikulu čime postižu nekvašljivost semena. Udubljenje i međuprostor između papilla i dlaka ispunjeni su vazduhom koji sprečava kvašenje površine ploda i semena.

### Zoohorija
Zoohorija predstavlja rasejavanje plodova i semena pomoću životinja koje imaju značajnu ulogu u širenju korova. Zoohorija može biti:
- Endozoična - rasejavanje izmetom
- Epizoična - kačenjem na krzno
- Sinzoična - skladištenjem

#### Endozoična zoohorija
Endozooična zoohorija predstavlja značajan faktor raznošenja plodova i semena korova unutrašnjim organima životinja. Da bi se semena raznosila endozoohorno potrebno je da budu prilagođena ovom tipu raznošenja, odnosno da budu dobro zaštićena od mehaničkih i biohemijskih uticaja.
Životinje najčešće sadrže razne inhibitore varenja (proteazne inhibitore, tanine i dr.), tako da se gotovo neoštećena, nakon nekoliko sati, izbacuju iz crevnog trakta i klijaju na mestima gde su izbačena. U nekim eksperimentima pokazano je da se prolaskom kroz digestivni trakt ptica može povećati procenat klijavosti semena
Kada su u pitanju domaće životinje istraživanja su pokazala da kroz ceo crevni trakt prođe neoštećeno kod: 
krave 58% semena - Plantago lanceolata
- 27% semena - Anthemis sp.
- 23% semena - Sinapis arvensis svinje
- 40% semena - Rumex acetosella
- 64% semena - Atriplex patula
- 5,5% semena - Sinapis arvensis ovce
- 29%semena - Sinapis arvensis

ptice 85% semena - Sinapis srvensis

#### Epizoična zoohorija
Epizoična zoohorija predstavlja raznošenje plodova i semena na površini tela životinja. Za ovaj način rasejavanja potrebno je da površina semena i plodova bude hrapava ili da imaju različite izraštaje u obliku: bodlji, čekinja, kukica (kojima mogu da se kače za dlaku), emergenci, tvrdih dlaka, krzna ili runa životinja ili da se na njih lepe uz pomoć lepljivih izlučevina, blata, vlažne zemlje ili vode. 
- Dlake su uglavnom epidermalne- jednoćelijske ili višećelijske (Galium aparine, Asperula arvensis)
- Emergence su izraštaji koji zahvataju tkivo ispod epidermisa (Ranunculus arvensis, Medicago sp., Arctium lappa, Caucalis daucoides)

Epizoično rasejavanje prisutno je kod biljaka iz rodova: Arctium, Bidens, Galium, Hordeum, Medicago, Myosotis, Setaria, Solanum, Torilis, Trifolium, Xanthium i drugih.
Na ovaj način se ponekad mogu raznositi i neadaptirani plodovi i semena koje životinje slučajno sakupljaju na svom krznu, koži ili perju, takođe se raznose i plodovi sa semenom invazivnih vrsta Xanthium strumarium i Xanthium spinosum.

#### Sinzoična zoohorija
Sinzoična zoohorija predstavlja raznošenje plodova i semena, u ustima ili voljci ptica i njihovo skladištenje u gnezdima i skloništima kao zaliha za nepovoljno doba godine ili za ishranu potomstva. Plodovi i semena koji se raznose na ovaj način sadrže male količine vode i materije koje se teško razgrađuju i trule (skrob).
Ovaj način raznošenja karakterističan je za šumsko drveće, a u njemu najčešće učestvuju veverice, puhovi, šumski miševi koji sakupljaju i raznose u svoja skloništa orahe, žireve i druge šumske plodove. Za invazivne korovske vrste ovaj način širenja nije značajan.
Klasifikacija načina rasejavanja plodova i semena može izvršiti i prema grupama životinja koje ovu aktivnost obavljaju: 
- rasejavanje beskičmenjacima:
- puževima – malakohorija

1. insektima – entomohorija
2. mravima – mirmekohorija:

- obligatna mirmekohorija-kada se biljke jedino mravima rasejavaju.
- fakultativna mirmekohorija-kada se rasejavaju i drugim sredstvima.

Mirmekohorne biljke- cvetaju rano u godini, pa im plodovi i semena brzo sazrevaju, tu spadaju: Viola sp., Ranunculus sp., Lamium sp. 
- rasejavanje kičmenjacima:
- pticama – ornitohorija

1. sisarima – teriohorija
2. ribama– ihtiohorija
3. gmizavcima – saurohorija
4. slepim miševima – hiropterohorija

#### Antropohorija
Antropohorija predstavlja rasprostiranje plodova i semena biljaka uz pomoć čoveka. Razvojem ljudskog društva menjao se uticaj čoveka na životnu sredinu, a razvojem poljoprivrede čovek je počeo direktno da utiče i menja prirodne biocenoze.Antropohoriji je u velikoj meri doprinela seoba naroda, ratovi, trgovina i turizam, pa su se na staništima i poljoprivrednim površinama pojavile vrste koje do tada nisu bile poznate.
Čovek rasejava plodove i semena, trgujući semenom i sadnim materijalom, u toku obrade zemljišta i žetve, mašinama koje se koriste u poljoprivrednoj proizvodnji, korišćenjem nedovoljno negovanog stajnjaka, u toku procesa prerade poljoprivrednih proizvoda, transportom, saobraćajem, motornim vozilima, brodovima, itd.U zemljištu se nalazi velika količina semena, plodova i biljnih ostataka.
Obrada zemljišta vrlo često ubrzava širenje višegodišnjih korova koji se razmnožavaju i šire rizomima, krtolama i lukovicama, kao što su na primer Sorghum halepense i Cynodon dactylon. Ove višegodišnje vrste stvaraju rizome čije reznice imaju veliku moć regeneracije u kontaktu sa zemljištem.Seme korova se širi i kao nečistoća koja prati semena gajenih biljaka.
Nedovoljno čist semenski materijal izvor je novih korovskih vrsta i važan faktor zakorovljavanja useva. Zahvaljujući unapređenim tehnološkim postupcima prečišćavanja semena, kao i upotreba herbicida, prisustvo Ambrosia artemisiifoliau semenskoj robi pšenice je iskorenjeno.
Korovi koji ne odbacuju seme do žetve uspešno se rasejavaju kombajnima na veće udaljenosti, kako u okviru samog polja tako i na nova staništa. McCanny i Cavers (1988) su pronašli da se najveća količina semena Panicum miliaceum raznosi kombajnima na udaljenost od 50 m, dok se samo 3,3% semena raznosi dalje od 50 m.
Značajno je i raznošenje semena motornim vozilima.Seme koje se transportuje na ovaj način može da očuva vitalnost duži vremenski period (npr. Plantago major, Poa annua, Poa trivialis)
Sve unete inostrane vrste (adventivne tj. alohtone) prema vremenu naturalizacije mogu se podeliti na 4 grupe: 
- ARHEOFITE - (drevne, prestari korovi) obuhvataju biljke koje su bile prisutne u drevnim vremenima, kraj kamenog početak bronzanog doba. Ove vrste korova rastu na kulturnim poljima i zakorovljavaju uglavnom useve žita i njihov opstanak najviše zavisi od samog čoveka. Tu ubrajamo: Consolida regalis, Sinapis arvensis, Cannabis sativa, Cirsium lanceolatum, Convolvulus arvensis, Panicum crus-galli, Viola arvensis.

- NEOFITE - (novi korovi) - unete posle otkrića Amerike do početka II svetskog rata. Obuhvataju inostrane biljke koje se naseljavaju na odgovarajuća prirodna staništa i gde se normalno razmnožavaju. Tu ubrajamo: Amaranthus albus, Amaranthus blitoides, Helianthus annus, Helianthus tuberosus.

- EPEKOFITE - (naseljenici) - unete inostrane vrste koje se normalno razmnožavaju i pojavljuju u velikim količinama, ali su ograničene na veštačka staništa, na specijalno obrađivanim zemljištima, u poljima, voćnjacima, vinogradima. Tu ubrajamo: Avena fatua, Ballota nigra, Calendula officinalis, Pappaver rhoeas, Setaria glauca.

- EFEMEROFITE - (privremene vrste) - obuhvataju veliki broj unetih inostranih vrsta i one uglavnom dospevaju u uslove koji nisu klimatski pogodni za njih. Neke od ovih biljaka razvijaju se samo do cvetanja, ali ne mogu da se razmnožavaju, druge dostižu plodonošenje, ali ne daju zrelo seme ili ga u jako malim količinama obrazuju. Tu ubrajamo: Veronica arvensis, Hibiscus trionum, Kickxia spuria.

## Značaj rasejavanja semena i plodova
Rasejavanje semena i plodova je od velikog značaja, pre svega radi ostavljanja potomstva i širenja svoje vrste, što je i cilj života svake biljke. 
Kada se seme raseje na neku udaljenu površinu, biljka širi svoj areal odnosno prostor na kome će da raste i da se razvija. Širenje na nove prostore koji su udaljeni od matične biljke važno je jer se na taj način sprečava kompeticija(odnos u prirodi pri kome se dva ili više organizma bori za iste uslove- prostor, hranu, partnera za razmnožavanje).

## Literatura
- Bullock, S. H., Primack, R. B.: Comparative experimental study of seed dispersal on animals. Ecology, 58: 681-686, 1977.
- Fumanal, B., Girod, C., Fried, G., Bretagnolle, F., Chauvel, B.: Can the large ecological amplitude od Ambrosia artemisiifolia explain invasive success in France? Weed Research, 48: 349-359, 2008.
- Hodkinson, D. Ј., Thompson, K.: Plant dispersal: the role of man. Journal of Applied Ecology, 34: 1484-1496, 1997.
- Higgins, S. I., Nathan, R., Cain, M. L.: Are long-distance events in plants usually caused by nonstandard means of dispersal? Ecology, 84: 1945-1956, 2003.
- Kojic, M. i Sinzar, B. (1985): Korovi. стр. 93-101
- Monaco, T. J., Weller, S. C., Ashton, F. M.: Weed Science principles and Practices. Jon Wiley and Sons, INC., New York, USA, 2002.
- Orlowski, G., Czarnecka, J.: Granivory of birds and seed dispersal: viable seeds of Amaranthus retroflexus L. recovered from the droppings of the grey partridge Perdix perdix L. Polish Journal of Ecology, 57(1): 177-182, 2009.
- Radivojević, Lj., Gašić, S., Gajić Umiljendić, J., Šantrić, Lj., Brkić, D.: Impact of different adjuvants and modes of application on efficacy of rimsulfuron in maize. Pesticidi i fitomedicina, 26: 255-263, 2011
- Stevanović, B., Janković, M.: Ekologija biljaka sa osnovama fiziološke ekologije biljaka. NNK International, Beograd, 2001.
- Elektronska prezentacija iz Herbologije (dr Sava Vrbnicanin)

## Spoljašnje veze
- Biljni organi Архивирано на веб-сајту  (8. децембар 2015)
- Osobine korova Архивирано на веб-сајту  (9. децембар 2015)